# Озёрное (Майминский район)
Озёрное — село в Майминском районе Республики Алтай России, входит в Манжерокское сельское поселение. Находится рядом с Манжерокским озером, отчего получило своё название.

## География
Расположено к юго-западу от Горно-Алтайска, примерно в двух километрах от реки Катуни, на горном плато у подножия горы Синюхи высотой 1800 метров, которая вдвое выше окрестных гор. Вблизи села, примерно в 800 метрах к югу расположено знаменитое древнее Манжерокское озеро, в котором произрастали до конца 1990-х годов редкие виды растений. Из озера вытекает небольшая, пересыхающая в жаркие лета речка Малая Едрала, которая протекает через село, а за ним, спустившись по крутой лощине, сливается с Большой Едралой.

## История
В старой части села насчитывалось около 40 дворов, дома в основном одноэтажные. В 2000-е годы построено много коттеджей современной конструкции.

## Экономика
Население занимается сельским хозяйством, пчеловодством, туризмом, распространена выездная работа на промышленных объектах региона. Некоторые жители занимаются народными промыслами. В 2000-е годы село сильно разрослось, на горе Синюхе построена канатная дорога, обустроена горнолыжная трасса, имеется комплекс сооружений для отдыха и развлечений.

## Население
| 2008 | 2009 | 2010 | 2011 | 2012 | 2013 | 2014 |
| ---- | ---- | ---- | ---- | ---- | ---- | ---- |
| 164  | ↗180 | ↘170 | →170 | ↘160 | ↘150 | ↘145 |
| 2015 | 2016 |      |      |      |      |      |
| ↗151 | ↗167 |      |      |      |      |      |